# Lygodactylus rarus
Lygodactylus rarus là một loài thằn lằn trong họ Gekkonidae. Loài này được Pasteur & Blanc mô tả khoa học đầu tiên năm 1973.